# 慕昌禄
慕 昌禄（も しょうろく、生年不明 - 宝亀4年2月20日（773年3月17日））は、渤海国の人物。日本での位階は正四位下、贈従三位。第7次渤海使の副使。

## 経歴
第七次渤海使の副使（正使は壱万福）に任ぜられ、船17隻に分乗した一行325人とともに、宝亀2年（771年）6月に日本の出羽国野代湊（現在の秋田県能代市）に到着した。その後、一行は常陸国に移され、食料などを支給された。
同年10月に日本の朝廷では壱万福以下40人を正月の賀正の儀に出席させることが決定され、同年12月に昌禄は壱万福とともに入京した。その後も昌禄は壱万福と行動をともにしており、翌宝亀3年2月に一行は五位以上の官人らとともに朝堂院で饗応を受け、三種の楽（唐・東国・隼人などの楽）でもてなされ、副使として正四位下の叙位を受け、さらに地位に応じて物を賜っている。
同年9月に送渤海客使の武生鳥守らに送迎されて渤海使一行は帰国の途につくが、暴風に遭遇して能登国に漂着してしまう。客主含めて僅かに辛うじて一命を取り留めた一行は福良津（現在の石川県羽咋郡志賀町）に安置されるが、宝亀4年（773年）2月20日に慕昌禄は帰国が適わないまま日本で卒去した。日本の朝廷は使者を派遣して弔い、従三位に贈位するとともに、喪葬令の規定に従って、絁22疋・布88端・鉄6連を与えたと伝わる。
この死後贈位について、であるが、日本の朝廷貴族でも従三位はなかなか到達できる位ではない。例えば日本からの遣渤海使大使は五位級の官人が任命され、宝亀6年（775年）に派遣された遣唐使も、大使は正四位下、副使は正五位下および従五位下である。追悼贈位とはいえ他国の副使に従三位が与えられたことから、渤海国および渤海使に対して、日本の朝廷は丁寧な礼節を持って遇していたことが理解される。